# Trigonopeltastes truncatus
Trigonopeltastes truncatus är en skalbaggsart som beskrevs av Henry Fuller Howden 1968. Trigonopeltastes truncatus ingår i släktet Trigonopeltastes och familjen Cetoniidae. Inga underarter finns listade i Catalogue of Life.